# 부어

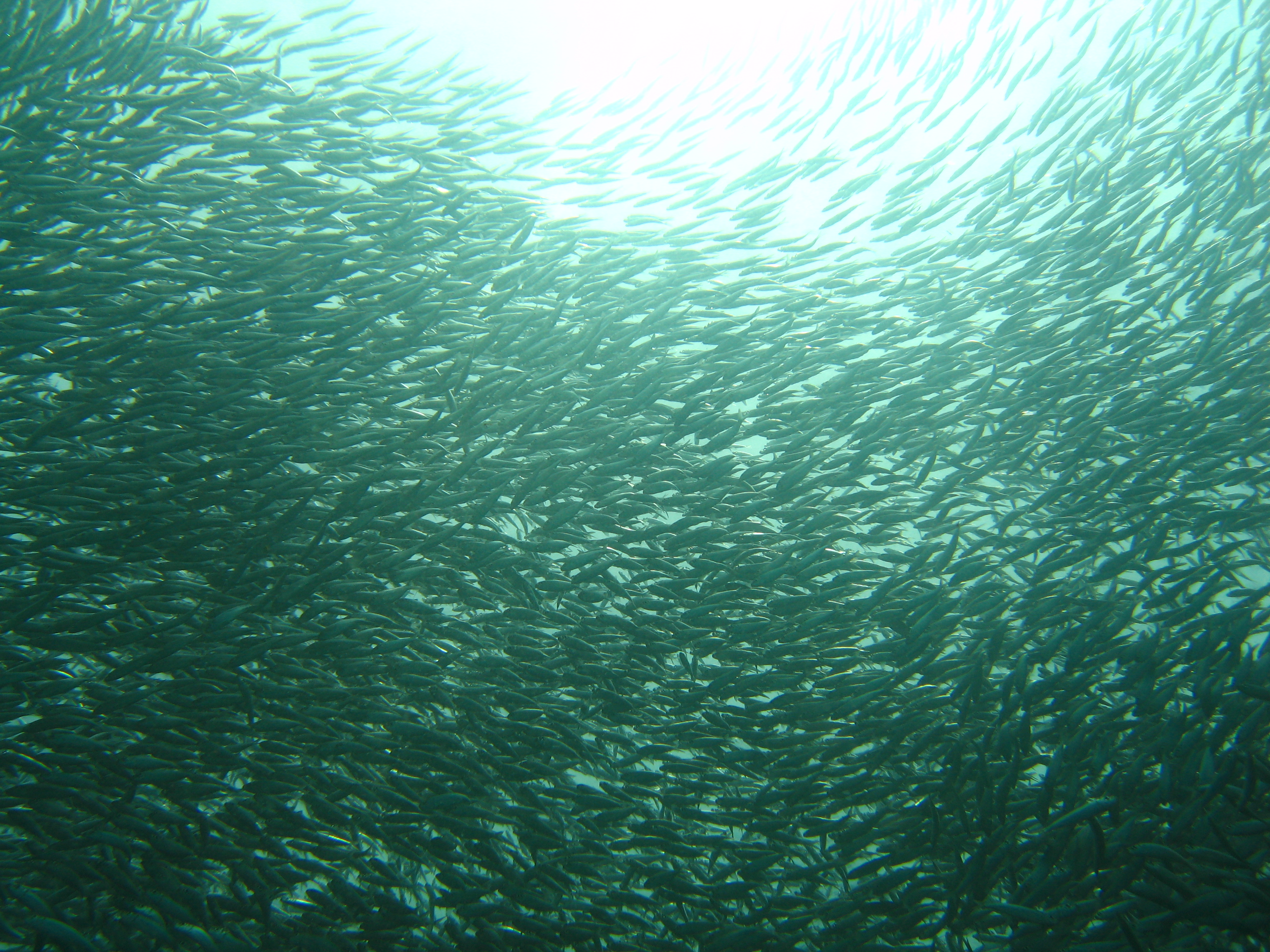
정어리

부어(浮魚, 영어: pelagic fish)는 바닷물의 수면 가까이에 사는 물고기이다. 정어리, 고등어, 가다랑어 등이 있다.

## 같이 보기
- 저어